# 佩佩·费姆林
佩佩·费姆林（瑞典語：Peppe Femling，1992年3月24日—），瑞典男子冬季两项运动员。他曾代表瑞典参加2018年和2022年冬季奥林匹克运动会冬季两项比赛，其中2018年冬季奥运会获得一枚金牌。